# Eupàtrides
Eupàtrides (en grec antic εὐπατρίδαι, 'els ben nascuts') és el nom amb què es coneixia des de molt antic una família aristocràtica a l'Àtica.
Els eupàtrides ja es mencionen als Himnes homèrics com una classe privilegiada situada entre el poble i els reis, que ja anaven perdent poder. Posseïen les terres i tenien persones a les seves ordres que les conreaven. El nom es va conservar molt de temps, i consta a l'Etymologicum Magnum.
Es considera que eren els descendents de les famílies jòniques que es van establir a l'Àtica on van exercir el poder com una aristocràcia de guerrers conqueridors, posseint les millors parts de la terra i governant sobre una nombrosa classe dependent. Van incloure també entre els seus membres altres famílies d'origen mític, com ara els neleides (descendents de Neleu), els còdrides (descendents de Codros) i els alcmeònides (descendents d'Alcmeó), que eren originaris de Messènia. Els eumòlpides també formaven part d'aquesta família.
La tradició diu que els eupàtrides eren una de les tres classes de ciutadans de l'Àtica establertes per Teseu, la primera de totes, quan va reorganitzar la regió a través del que és conegut com a sinecisme. Aquest grup aristocràtic tenia grans privilegis. Estaven en possessió de gairebé tots els càrrecs civils i religiosos de l'estat i presentaven les lleis i les interpretaven, tant les humanes com les divines. Una altra de les classes establertes per Teseu era la dels geomori, uns terratinents o pagesos lliures, exclosos de les castes sacerdotals i polítiques.
Fins a l'època de Pèricles, una part de la història grega descriu la lenta pèrdua de poder dels eupàtrides. Les lleis de Dracó eren en part fruit del descontent popular, i posaven per escrit la legislació que fins a aquell moment els eupàtrides havien interpretat lliurement. El tirà Ciló i sobretot Pisístrat, tots dos eupàtrides, van ser exemples del final de l'oligarquia i de la pujada al poder de la tirania. Soló va legislar a favor de què el poder anés lligat a la possessió de la terra i no al llinatge familiar. Tots els legisladors van treure atribucions polítiques als eupàtrides, però no van tocar en absolut el paper religiós de la família, que va mantenir fins a èpoques molt tardanes.